# Freak y otros tormentos
Freak y otros tormentos es un libro publicado en 2002 que recopila ocho cuentos del autor mexicano Adolfo Vergara Trujillo.
Entre los temas más importantes que abordan los cuentos se encuentran la violencia y el erotismo como mecanismos de catarsis, así como la muerte, la fatalidad y lo inefable de estos debido a la predestinación.
Los cuentos contenidos en Freak y otros tormentos son:
1. Aquél día que se me apareció el diablo
2. Amaestrando al alacrán
3. Resignación
4. Malos deseos
5. Dientes de sable
6. Cinturón de seguridad
7. Freak
8. El señor espanto